# Warten auf’n Bus
Warten auf’n Bus ist eine deutsche Comedyserie des Rundfunk Berlin-Brandenburg (rbb). Sie handelt von Ralle (Felix Kramer) und Hannes (Ronald Zehrfeld), beide Ende vierzig und arbeitslos, die an der Endhaltestelle einer Überlandbuslinie im fiktiven Ort Briesenow in Brandenburg ihre Zeit totschlagen und dabei über das Leben im Allgemeinen und im Besonderen philosophieren. Die erste Staffel (Regie: Dirk Kummer) der in Berliner Mundart gedrehten Serie hatte am 15. April 2020 in der ARD Mediathek Premiere. Die zweite Staffel (Regie: Fabian Möhrke) wurde am 6. November 2021 in der ARD Mediathek veröffentlicht. Erfinder und Headautor der Serie ist Oliver Bukowski. Produziert wird die Serie von der Senator Film Produktion.

## Handlung
Johannes ‚Hannes‘ (Ronald Zehrfeld) und sein Freund Ralf ‚Ralle‘ (Felix Kramer), beide frühinvalide, langzeitarbeitslos und in den End-Vierzigern, treffen sich an einer Busendhaltestelle und reden über ihr Leben. Die Haltestelle war ihr „Tor zur Welt, die verdammte Schnittstelle zwischen Pampa und intellijentet Leben“, als die beiden Freunde noch zur Arbeit, in die Stadt oder sogar in den Urlaub fuhren. Manchmal warten sie auch auf jemanden, auf Fremde, die im Bus versackt sind, oder auf die Busfahrerin Kathrin (Jördis Triebel), die hier an der Endhalteschleife pausiert. Für Hannes und Ralle ist sie „oberste Liga. Nüscht für Sterbliche“. Außerdem gibt es noch den Hund Maik.

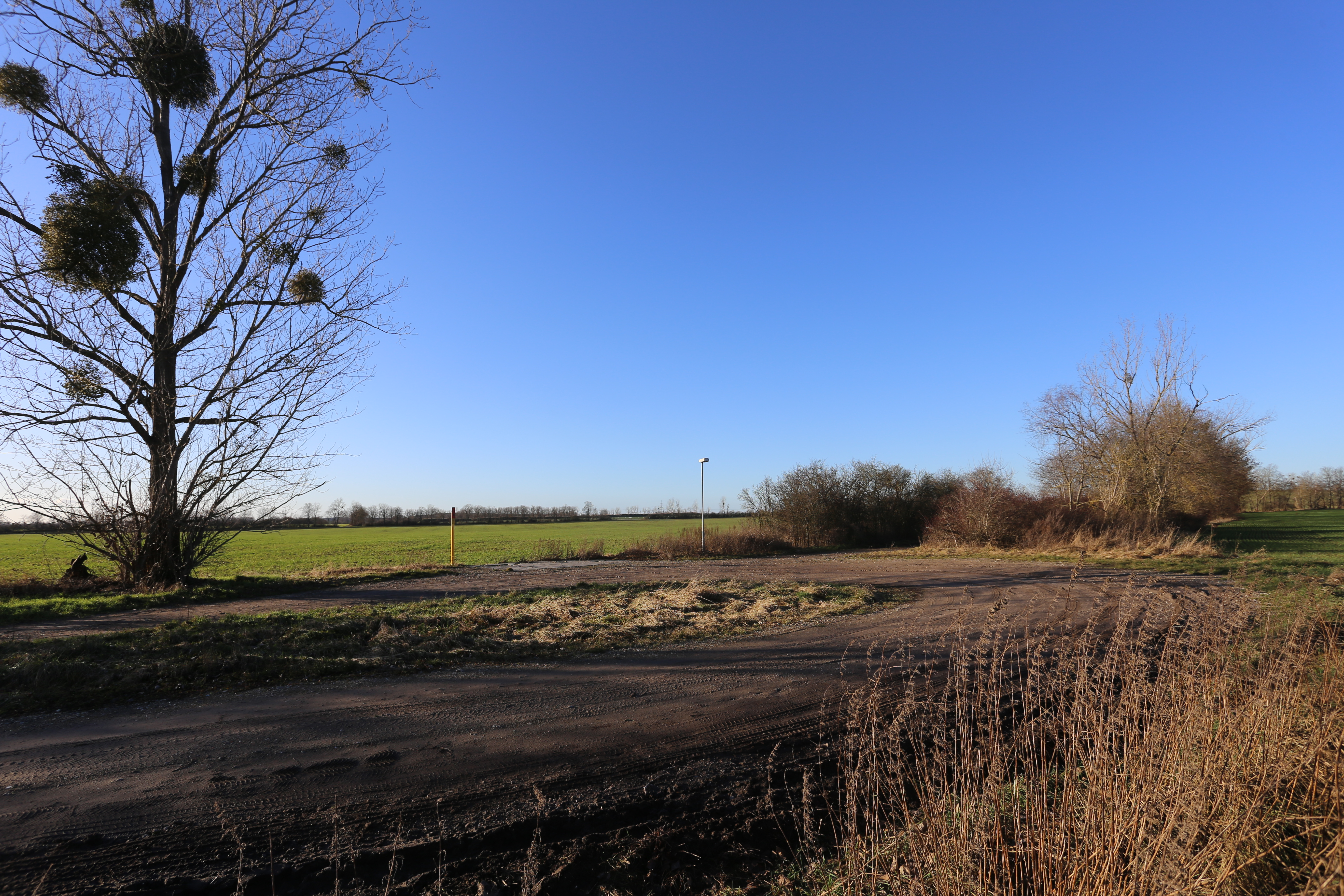
Neu Falkenrehde, Drehort der Serie: Vordergrund Wendeschleife, Mittelgrund links der Straßenlampe Fläche mit Betonplatten, auf der bei den Dreharbeiten das Wartehäuschen steht, dahinter durch Knicks begrenztes Feld, der „Bühnenraum“ der Szenen

## Produktion
Die 15 Folgen der Serie wurden in Neu Falkenrehde, einem Ortsteil der Kleinstadt Ketzin gedreht. Dabei wurde von der Produktion der Hauptspielort – das Buswartehäuschen – am Ende einer Sackgasse mit Wendeschleife aufgestellt. Warten auf’n Bus ist eine der ersten Serien innerhalb der ARD, die für die Vorabverwertung in der ARD Mediathek produziert wurde. Im April 2021 begannen die Dreharbeiten zur zweiten Staffel. Die TV-Erstausstrahlung der ersten Staffel begann am 15. April 2020 im rbb Fernsehen. Die sieben Folgen der zweiten Staffel wurden am 13. November 2021 im rbb ausgestrahlt.

## Besetzung
| Rolle                          | Darsteller               | Episode   |
| ------------------------------ | ------------------------ | --------- |
| Ralf (Ralle) Paschke           | Felix Kramer             | 1–15      |
| Johannes (Hannes) Ackermann    | Ronald Zehrfeld          | 1–15      |
| Kathrin Stoklosa               | Jördis Triebel           | 1, 3–15   |
| Ines Katschkowski              | Katharina Marie Schubert | 3         |
| Hauptwachtmeister Marc Britzke | Alexander Schubert       | 4, 10, 15 |
| Meike                          | Rachel Brings            | 6         |
| Jan                            | Arne Kertesz             | 6         |
| Ruth Paschke                   | Ursula Werner            | 7, 15     |
| Tareq                          | Reza Brojerdi            | 10        |

## Rezeption
- Elmar Krekeler urteilt in der Welt: „Die großartigste deutsche Serie, da legen wir uns jetzt schon mal fest, geht so, wie noch nie eine Serie ging. Wie eigentlich gar keine Serie gehen kann. Sie handelt von nichts. Und von allem. Von uns. Egal wo wir gerade sind. ‚Warten auf’n Bus‘ heißt sie übrigens.“[6] Über die zweite Staffel schreibt er: „Die Fortsetzung der Fernsehserie ist das Beste, was den Öffentlich-Rechtlichen passieren konnte. Eine Hommage.“[7]
- Holger Gertz von der Süddeutschen Zeitung schreibt: „In einem Komödien-Kleinod vom RBB sitzen Ronald Zehrfeld und Felix Kramer in einer Bushaltestelle in Brandenburg – als zwei Ostdeutsche, wie man sie in den Medien selten sieht.“[8]
- Michael Müller vom Branchenfachdienst Blickpunkt Film meint: „Die rbb-Serie ‚Warten auf’n Bus‘ über zwei Langzeitarbeitslose trifft den Zeitgeist. Sie ist aber auch einfach richtig gut geschrieben und gespielt.“[9]
- Katharina Happ von der Hörzu empfiehlt Warten auf’n Bus, weil „[…] diese Serie etwas vom Besten ist, was seit langem in der deutschen TV-Landschaft gedreht wurde. Die Idee allein ist schon grandios. Dann spielen die Hauptdarsteller derart gut, dass man ihnen direkt einen Besuch abstatten und die Hand schütteln möchte. Und wo man gerade dabei wäre, könnte man auch gleich noch bei Regisseur, Kameramann und Drehbuchautor vorbeifahren, denn die haben ebenfalls allerfeinstes Handwerk abgeliefert. Kurzum, ‚Warten auf’n Bus‘ ist ausgezeichnet: Kauziger, wunderbar bodenständiger Humor, ganz viel Herz, einzigartige Szenen, liebenswerte Charaktere und kluge Dialoge. Eine ganz große Fernseh-Freude, die man sich unbedingt gönnen sollte.“[10]
- Jan Freitag schreibt zur zweiten Staffel: „Die beste Nachricht der vierten Corona-Welle lautet demnach: Hannes und Ralle sind zurück. Und wie.“[11]

## Auszeichnungen & Nominierungen
- 2020: Nominierung für den Deutschen Fernsehpreis 2020 als Beste Comedyserie und für Felix Kramer und Ronald Zehrfeld als Bester Schauspieler.[12]
- 2021: Nominierung für den Grimme-Preis im Wettbewerb Unterhaltung
- 2021: Hamburger Produzentenpreis für Deutsche Fernsehproduktionen – Sonderpreis Serielle Formate beim Filmfest Hamburg für die Produzenten.[13]

## Sonstiges
Eine Theaterversion von Warten auf’n Bus hatte am 18. November 2021 im Theater Bielefeld in der Regie von Michael Heicks ihre gefeierte Uraufführung.